# Філіпп Редон
Філіпп Редон (фр. Philippe Redon; нар. 12 грудня 1950, Горрон, — 12 травня 2020) — французький футболіст, що грав на позиції нападника. По завершенні ігрової кар'єри — тренер.

## Ігрова кар'єра
У дорослому футболі дебютував 1971 року виступами за команду клубу «Ренн», в якій провів чотири сезони, взявши участь у 44 матчах чемпіонату.
Протягом 1975—1976 років захищав кольори команди клубу «Ред Стар».
Своєю грою за останню команду привернув увагу представників тренерського штабу клубу «Парі Сен-Жермен», до складу якого приєднався 1976 року. Відіграв за паризьку команду наступні два сезони своєї ігрової кар'єри. Більшість часу, проведеного у складі «Парі Сен-Жермен», був основним гравцем атакувальної ланки команди.
Згодом з 1978 по 1988 рік грав у складі команд клубів «Бордо», «Мец», «Лаваль», «Руан» та «Сент-Етьєн».
Завершив професійну ігрову кар'єру у клубі «Кретей», за команду якого виступав протягом 1988 року.

## Кар'єра тренера
Розпочав тренерську кар'єру відразу ж по завершенні кар'єри гравця, 1988 року, очоливши тренерський штаб клубу «Кретей».
1989 року став головним тренером команди «Ланс», тренував команду з Ланса лише декілька місяців, після чого повернувся до «Кретея».
Згодом протягом 1990—1992 років очолював тренерський штаб збірної Камеруну.
2000 року прийняв пропозицію попрацювати на чолі збірної Ліберії. Залишив збірну Ліберії 2002 року.
Наразі останнім місцем тренерської роботи був клуб «Ренн», головним тренером команди якого Філіпп Редон був з 2002 по 2008 рік.